# UFMOD
uFMOD (или μFMOD) — бесплатная мультиплатформенная библиотека для воспроизведения аудио в формате XM, написанная на ассемблере. В названии библиотеки строчная латинская буква u, или греческая μ, читаются как микро.
Исходный код uFMOD компилируется макроассемблером FASM.
Согласно Democoder.ru, одному из ведущих порталов русскоязычной демосцены, uFMOD — самый компактный проигрыватель XM.
| Операционная Система | Аудио-подсистемы             |
| -------------------- | ---------------------------- |
| Microsoft Windows    | WinMM, DirectSound, OpenAL   |
| Linux                | OSS, ALSA, OpenAL            |
| FreeBSD              | OSS                          |
| KolibriOS            | Infinity Sound Audio Library |

Библиотека uFMOD портирована на разные языки программирования и среды разработки:
- C#
- Visual Basic
- Dev-C++
- PureBasic[2]
- FreeBASIC
- BlitzMax
- Emergence BASIC
- Delphi[3]
- Free Pascal[4]
- Tcl/Tk

Шифровальное ПО AOCRYPT использует uFMOD для достижения минимального размера исполняемого файла. Утилита для создания патчей dUP2 использует uFMOD для воспроизведения фоновой музыки.

## Игры, использующие uFMOD
Из-за малого размера uFMOD используется в компактных видеоиграх для воспроизведения фоновой музыки, например:
- Lunar Jetman Remake[7] — ПК-римейк оригинальной игры для ZX Spectrum.
- Four-in-a-row[8] — игра с открытым исходным кодом для Windows и Linux.
- Shooter 2D[4] — шутер с открытым исходным кодом, участвовавший в конкурсе Independent Games Developers Contests (IGDC).
- Diamond Fighters[9] — бесплатная двухмерная танковая аркада для Linux.